# Telmisartan
Telmisartan ist ein Arzneistoff aus der Gruppe der selektiven AT1-Antagonisten („Sartane“) und wird zur Behandlung des essentiellen Bluthochdrucks verwendet.

## Klinische Angaben und Pharmakologie
Selten kann es zu Somnolenzen (eine Form der Benommenheit), Hyperkaliämie (Kaliumüberschuss), Verstopfung und einem Kreatinin-Anstieg kommen. Kontraindiziert ist die Gabe bei Patienten mit schweren Leberinsuffizienzen und im zweiten und letzten Schwangerschaftsdrittel. Vorsichtsmaßnahmen und Warnhinweise bestehen unter anderem für das erste Schwangerschaftsdrittel und für Patientinnen mit Kinderwunsch, die Anwendung bei gleichzeitigem Stillen, sowie bei eingeschränkter Nierenfunktion und leichten und mäßigen Leberfunktionsstörungen.
Die Bioverfügbarkeit von Telmisartan liegt bei etwa 40 % und die Plasmahalbwertszeit bei 24 Stunden. Telmisartan wird fast vollständig (zu über 99,5 %) an Plasmaproteine gebunden. Die Ausscheidung erfolgt fast ausschließlich über den Stuhl (Faeces).
In der EU ist Telmisartan seit 2013 als Tierarzneimittel zur Behandlung chronischer Nierenerkrankungen mit der Folge einer Proteinurie bei Hauskatzen unter dem Markennamen Semintra zugelassen.

## Chemie
Telmisartan ist ein Derivat der Biphenyl-2-carbonsäure und enthält zwei Benzimidazol-Gruppen. Die vielstufige Synthese von Telmisartan – ausgehend von 4-Amino-3-methyl-benzoesäuremethylester – ist in der Literatur beschrieben:
Darin steht „Pr“ für eine n-Propylgruppe.

## Handelsnamen
Monopräparate: Micardis (EU, CH, USA), Kinzalmono (EU), Tolura
Tiermedizin: Semintra (EU)
Kombinationspräparate:
- mit Hydrochlorothiazid: MicardisPlus (EU, CH), Micardis HCT (USA), Kinzalkomb (EU)
- mit Amlodipin: Twynsta (EU, USA)